# モール (カンタル県)
モール （Maurs）は、フランス、オーヴェルニュ＝ローヌ＝アルプ地域圏、カンタル県のコミューン。モール＝ラ＝ジョリー（Maurs-la-Jolie）とも呼ばれる。

## 地理
モールはランス川沿いの中央高地に位置し、アヴェロン県とロット県に挟まれている。

## 歴史

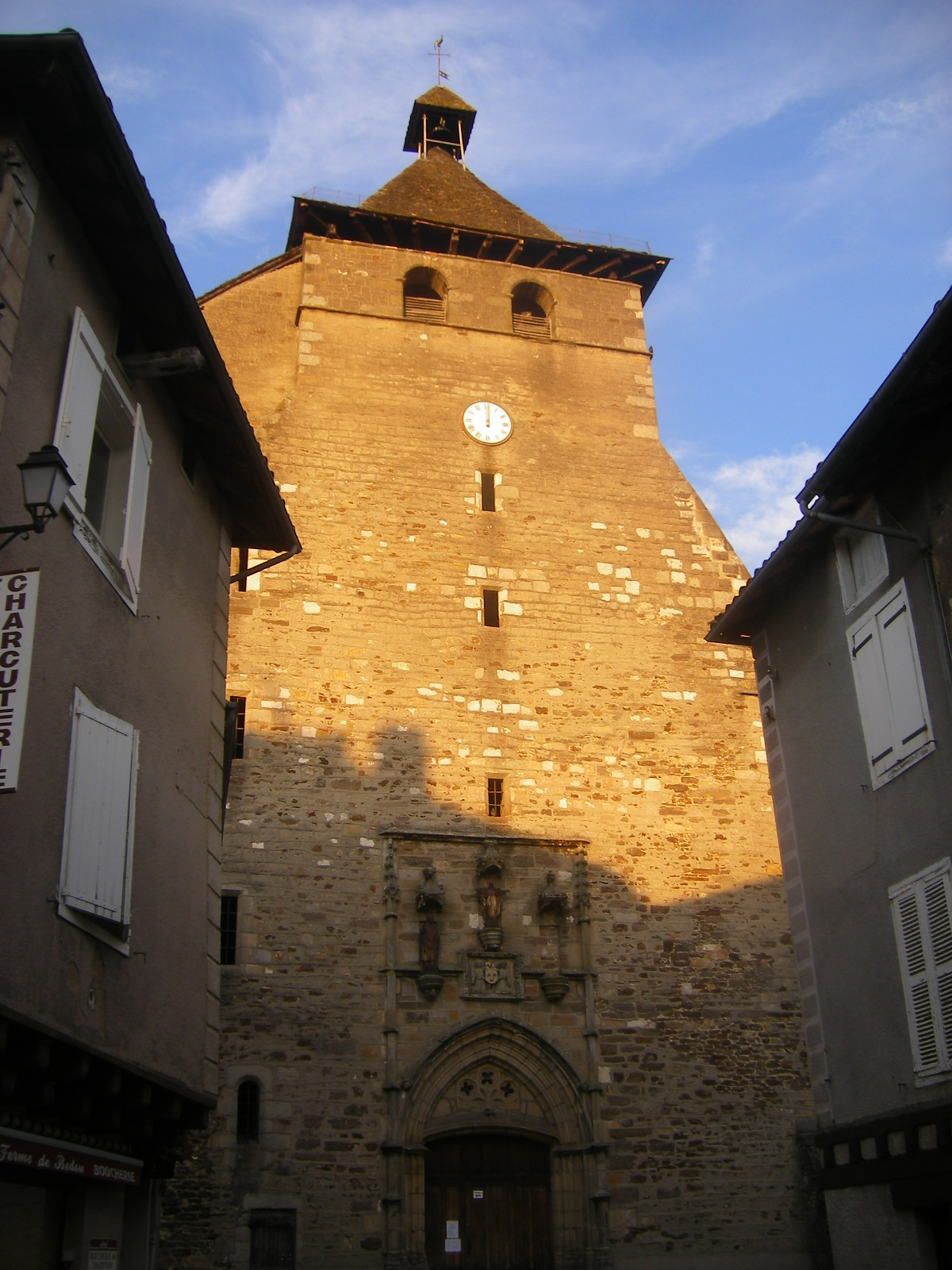
サン・シュルピス教会

モールの名に初めて言及されるのは941年であり、カンタル最古の町のひとつである。町が誕生するのに先立って、修道院が当時あった。モールは1260年にボンヌ・ヴィル（Bonne Ville）となった。聖王ルイによって授けられたこの称号は、モールが自治体とともにあることを示していた。中世の間を通じて多くの領主間の競争関係の対象となったことが、町の重要性を実証する。
ずんぐりとした鐘楼の周囲にぴったりと寄り添う、旧市街はまさに円状の形状で、城壁を維持している。1774年に埋め立てられた堀は現在の大通りになった。

## 史跡
- サン・シュルピス教会 - 10世紀にモールにあったベネディクト会派の小修道院は、オーリヤックのサン・ジェロー修道院の傘下にあった。1065年から1080年の間にロマネスク様式の教会に建て替えられた。百年戦争時代、イングランドとガスコーニュの傭兵団に教会は破壊された。完全に再建されたのは14世紀終わりである。

## 人口統計
| 1962年 | 1968年 | 1975年 | 1982年 | 1990年 | 1999年 | 2006年 | 2011年 |
| ------ | ------ | ------ | ------ | ------ | ------ | ------ | ------ |
| 2485   | 2535   | 2566   | 2426   | 2350   | 2253   | 2282   | 2166   |

参照元:1999年までEHESS、2004年以降INSEE

## 姉妹都市
- ロス・アルコス、スペイン